# Dufourea calientensis
Dufourea calientensis är en biart som beskrevs av Timberlake 1939. Dufourea calientensis ingår i släktet solbin, och familjen vägbin. Inga underarter finns listade i Catalogue of Life.